# أحمد سعدات
أحمد سعدات يوسف عبد الرسول (من مواليد 23 فبراير 1953 في البيرة) سياسي فلسطيني يشغل منصب الأمين العام للجبهة الشعبية لتحرير فلسطين.
تم اختياره أمينًا عامًا للجبهة بعد اغتيال أمينها العام السابق أبو علي مصطفى على يد القوات اليهودية بصاروخين استهدفًا مكتبه في مدينة رام الله المحتلة وظهر في أول خطاب له بعد توليه الأمانة العامة وأعلن عن مبدأ الجبهة الشعبية وهو (العين بالعين والسن بالسن والرأس بالرأس).

## الحياة الشخصية
ولد سعدات عام 1953 في مدينة البيرة لأسرة لاجئة من بلدة دير طريف في قضاء الرملة. ودرس في معهد المعلمين في مدينة رام الله وحصل على شهادة دبلوم في علم (الرياضيات) تعرض للسجن عدة مرات، واشتهر إعلامياً بمعاداة الفكر الصهيوني.

## اعتقالات متعددة
تعرض للاعتقال على يد الاحتلال مرات كثر؛ اعتقل في فبراير/ شباط 1969 لمدة 3 شهور، اعتقل في أبريل/ نيسان 1970 لمدة 28 شهرًا، اعتقل مارس/ آذار عام 1973 لمدة 3 شهور، اعتقل في مايو/ أيار 1975 لمدة 45 يومًا، اعتقل في مايو/ أيار 1976 لمدة 4 سنوات، اعتقل في نوفمبر/ تشرين الثاني 1985 لمدة عامين ونصف، اعتقل اّب/ أغسطس 1989 لمدة 9 شهور، اعتقل في اّب/ أغسطس 1992 لمدة 13 شهرًا، اعتقل في سجون السلطة الفلسطينية أربع مرات في كانون الأول/ ديسمبر 1996 وفي كانون الثاني/ يناير 1996 وفي آذار/ مارس 1996 وفي عام 2003.

## اختطافه
تم اختطاف سعدات من قبل مخابرات السلطة الفلسطينية وتم احتجازه في مقر الرئيس الفلسطيني ياسر عرفات إلى أن قامت القوات الإسرائيلية بمحاصرة مقر عرفات مطالبة بتسليمها سعدات وأربعة من رفاقه تتهمهم بالوقوف وراء اغتيال وزير السياحة الإسرائيلي رحبعام زئيفي. وتم عقد صفقة لفك الحصار عن مقر عرفات تم بناءً عليها سجن سعدات ورفاقه في سجن اريحا الفلسطيني تحت حراسة رجال أمن أمريكيين وبريطانيين.
في 14 مارس 2006 انسحب المراقبون الأمريكيون والبريطانيون من سجن أريحا، وبعد خمس دقائق دخلت قوة عسكرية صهيونية إلى مدينة أريحا حاصرت السجن وبدأت بهدم أجزاء منه. بعد حصار دام 12 ساعة تم إلقاء القبض على سعدات ومجموعة من المطلوبين الفلسطينيين للقوات الإسرائيلية.
نفى البريطانيون أي علاقة أو تنسيق مع إسرائيل حول الموضوع، بينما أعلن الأمريكان أنهم أرسلوا خطابا للسلطة الفلسطينية تخبرهم بنيتهم الانسحاب. من جانبهم قال الفلسطينيون أن الولايات المتحدة قدمت أكثر من 44 طلب انسحاب منذ دخولهم المعسكر وكلها كانت صورية بهدف الضغط من نواحي معينة، كما تجاهل الأمريكيون اقتراح السلطة بنقل المساجين إلى المقاطعة في رام الله.

## محاكمته
في 15 مارس 2006 أعلنت إسرائيل أن سعدات سيقدم للمحاكمة. وفي 25 ديسمبر 2008 حكمت عليه المحكمة العسكرية الإسرائيلية في سجن عوفر بالسجن 30 عامًا.

## الهوامش
1. ↑  BBCArabic.com | الشرق الأوسط | الحكم على احمد سعدات بالسجن 30 عاما نسخة محفوظة 02 سبتمبر 2017 على موقع واي باك مشين.